# WWF國際雙打冠軍
WWF國際雙打冠軍（英語：WWF International Tag Team Championship），是隸屬於世界摔角娛樂的前身，也就是當時的世界摔角聯盟的一冠軍項目。WWF國際雙打冠軍成立於1969年，退役於1985年10月31日。